# Erannis suffusa
Erannis suffusa är en fjärilsart som beskrevs av Cockerell 1889. Erannis suffusa ingår i släktet Erannis och familjen mätare. Inga underarter finns listade i Catalogue of Life.